# Đào Nguyên

Vị trí tại Cao Hùng

Đào Nguyên (tiếng Trung: 桃源區; bính âm: Táoyuán Qū) là một khu (quận) của thành phố Cao Hùng, Trung Hoa Dân Quốc (Đài Loan). Đây là quận có diện tích lớn nhất thành phố và bao gồm công viên quốc gia Ngọc Sơn cũng như khu phong cảnh quốc gia Mậu Lâm. Dân cư trong quận chủ yếu là thổ dân Đài Loan. Diện tích của quận là 928,98 km², dân số vào tháng 8 năm 2011 là 4.739 người thuộc 1.361 hộ gia đình, mật độ cư trú đạt 5,1 người/km².